# رود تومسون
رود تومسون هو سياسي كندي، ولد في 5 فبراير 1924 في كندا، وتوفي في 26 ديسمبر 1994 بساسكاتون في كندا. حزبياً، نشط في الحزب الديمقراطي الجديد. وقد انتخب عضو مجلس العموم الكندي.